# 鈍齒鳳尾蘚
鈍齒鳳尾蘚（学名：[Fissidens microcladus] 错误：{{Lang}}：文本有斜体标记（帮助））为鳳尾蘚科鳳尾蘚屬下的一个种。

## 扩展阅读
- 維基物種上的相關：鈍齒鳳尾蘚